# Politique étrangère de l'Ouganda
La politique étrangère de l'Ouganda désigne l’ensemble des relations internationales de la république d'Ouganda depuis son indépendance obtenue du Royaume-Uni le 9 octobre 1962. L'Ouganda est membre de l'Organisation des Nations unies, de l'Union africaine, du Commonwealth, et de l'Organisation de la coopération islamique, bien qu'ayant une population majoritairement chrétienne.

## Relations avec les autres pays africains

### Relations avec l'Algérie
En mars 2023, une importante délégation ougandaise chapeautée par le président Yoweri Museveni se rend en visite à Alger, sur l'invitation de son homologue Abdelmadjid Tebboune. Cette visite aboutit sur la conclusion de sept accords de partenariats bilatéraux en particulier dans les domaines de l'énergie, du tourisme, du commerce, de l'agriculture, de la santé animale ou encore de l'enseignement supérieur et de la recherche scientifique,.

### Relations avec le Kenya
Le Kenya partage avec l'Ouganda situé à l'ouest, une frontière de 933 km.
En octobre 2016, le Kenya et l'Ouganda signent un accord tripartite incluant également le Rwanda, dans le but d'améliorer leurs attractivités en tant que destinations touristiques via une promotion commune et coordonnées de leurs territoires.
La construction d'un oléoduc transitant par le Kenya pour acheminer le pétrole extrait d'Ouganda (pays sans accès à la mer) a été envisagée, avant que son tracé soit finalement détourné vers la Tanzanie, dont les incitations fiscales et les droits de passage étaient plus avantageux.
En juillet 2024, 36 membres du Forum pour le changement démocratique, un parti politique ougandais d'opposition sont expulsés du Kenya vers l'Ouganda et inculpés pour « terrorisme ».

### Relations avec la république démocratique du Congo
L'Ouganda et la république démocratique du Congo partagent une frontière de 877 km.
En octobre et novembre 2021, plusieurs attentats ont lieu en Ouganda et causent 5 morts (en plus des kamikazes dans le cas des attentats-suicide). Les Allied Democratic Forces (ADF), basés près de la frontière ougando-congolaise, revendique ces attentats et la police ougandaise les attribue effectivement aux ADF. Ces attentats marquent le retour des ADF en Ouganda,. Pour lutter contre ce retour, l'Ouganda obtient de la RDC l'autorisation, pour l'armée ougandaise, de pénetrer sur le territoire congolais afin d'attaquer les bases des ADF dans les provinces de l'Ituri et du Nord-Kivu. Une opération conjointe entre l'armée ougandaise et les FARDC est menée à partir du 30 novembre, avec des frappes aériennes visant les camps des ADF. Les troupes ougandaises pénètrent ensuite en RDC pour mener l'opération Shujaa (qui signifie « héros » en swahili). Leur nombre initial est estimé à 1 700.
Un rapport d'experts de l'ONU paru en 2025, considère que l'opération congolo-ougandaise Shujaa n'a pas réussi à contrer les ADF. Un nouveau mémorandum est signé par la RDC et l'Ouganda en juin 2025. Les armées congolaises (FARDC) et ougandaise (UPDF) mènent une nouvelle offensive contre les ADF à partir de juillet 2025 près de Lolwa, non loin de l'Ouganda.
L'Ouganda et la RDC sont engagés dans des travaux d'infrastructure avec la construction de routes entre les deux pays (de Mpondwe à Beni et de Bunagana à Goma). L'objectif pour l'Ouganda est de pouvoir exporter ses produits sur le marché congolais. Sa présence militaire sur le sol congolais vise aussi à protéger les chantiers et les voyageurs des exactions des différentes milices qui sont actives dans l'est de la RDC.

### Relations avec le Soudan
Avec l'indépendance du Soudan du Sud en 2011, le Soudan partageait avec l'Ouganda une frontière de 435 km, autre pays membre de l'Union africaine. Après l’Éthiopie, l'Ouganda devient dans les années 1990 l'un des principaux soutiens extérieurs de l'armée populaire de libération du Soudan et de son chef sudiste chrétien John Garang. Allié des États-Unis, le président ougandais Yoweri Museven parvient à obtenir un soutien américain aux rebelles du Sud, alors que le régime de Khartoum est désormais sous sanctions américaines.

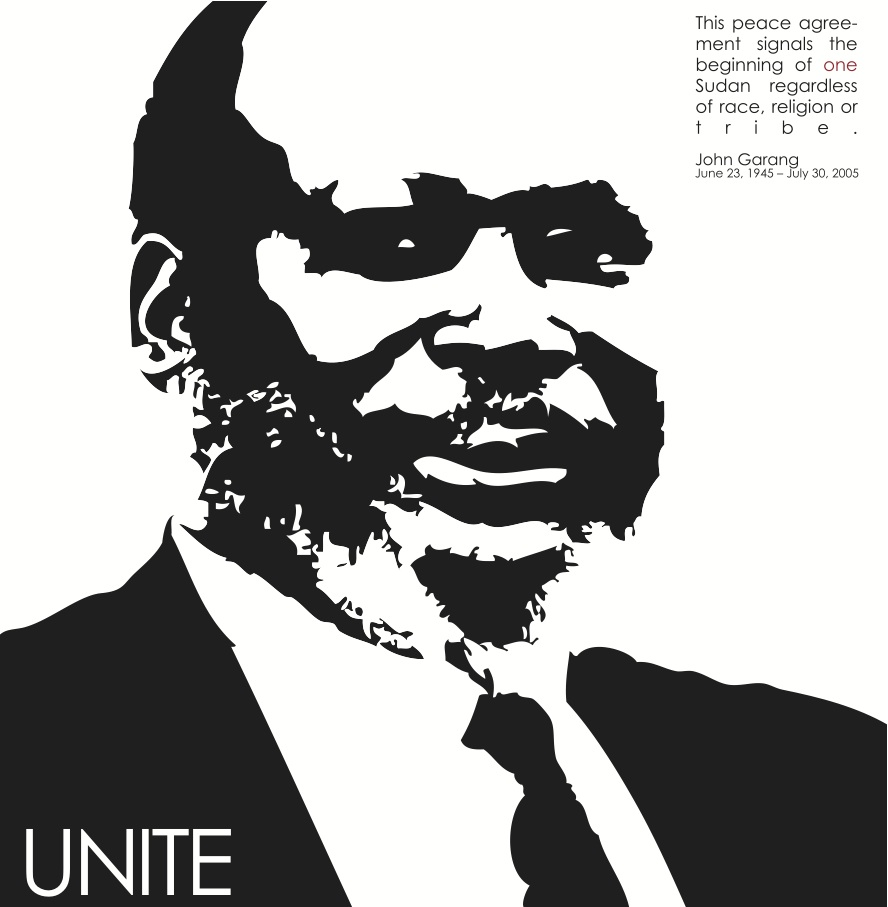
Portrait de John Garang, personnalité clé de l'indépendance du Soudan du Sud, décédé en 2005 lors d'un crash d’hélicoptère en revenant d'une rencontre avec le président ougandais Yoweri Museveni à Kampala.

Le 30 juillet 2005, John Garang décède dans un accident d'hélicoptère en revenant d'une rencontre à Kampala, capitale de l'Ouganda, avec le président ougandais Yoweri Museveni. Alors que la plupart des observateurs et analystes affirment que les mauvaises conditions météorologiques sont la principale cause de ce crash, sa mort déclenche de violentes émeutes à Khartoum, le gouvernement soudanais étant soupçonné d'avoir organisé l'assassinat de John Garang, son ancien adversaire dans la guerre civile soudanaise.
Yoweri Museveni, de son côté, est la cible de critiques dues au fait que John Garang soit mort dans un hélicoptère présidentiel ougandais, et que l'autorisation de décoller de l'aéroport international d'Entebbe n'aurait pas lui être accordé compte tenu des conditions climatiques. Sur la défensive, celui-ci rejette toute accusation de négligence, et déclare douter également qu'il s'agisse d'un accident, alimentant les soupçons d'un assassinat. Le président soudanais Omar el-Béchir, appelant au calme, affirme que la mort de John Garang renforce sa détermination à poursuivre le processus de paix.

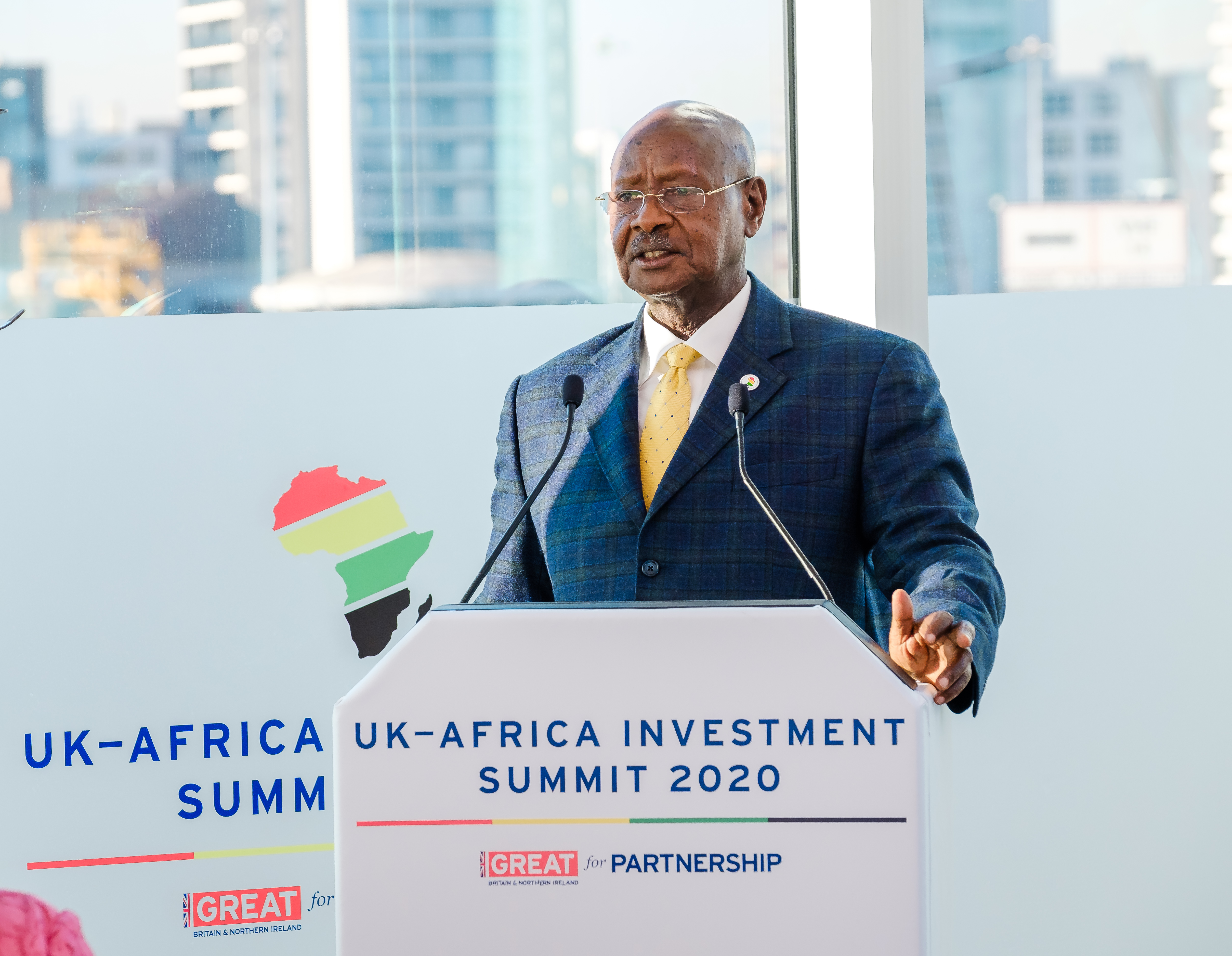
Le président ougandais Yoweri Museveni en 2020.

En juin 2010, Yoweri Museveni invite son homologue soudanais au sommet de l'Union africaine à Kampala alors que celui-ci est recherché par la Cour pénale internationale. En mai 2016, Omar el-Béchir, se rend de nouveau à Kampala pour assister à la cérémonie d'investiture pour un cinquième mandat de Yoweri Museveni. Le président ougandais apporte soutien à son homologue soudanais en le qualifiant de « président légitime de la République du Soudan », et la Cour pénale internationale de « corps inutile ».
Après le renversement d'Omar el-Béchir, Yoweri Museveni organise secrètement le 2 février 2020 à Entebbe une rencontre entre le premier ministre israélien Benyamin Netanyahou et le général Abdel Fattah Al-Burhan, alors Conseil souverain soudanais, afin d'entamer une normalisation des relations israélo-soudanaise. Cet acte de médiation du président ougandais proche des deux États est historique. Il marque la première étape de la reprise progressive des relations israélo-soudanaise, officiellement rétablies le 23 octobre 2020.
Le 16 septembre 2023, cinq mois après le début du conflit soudanais opposant l'armée soudanaise aux forces de soutien rapide, le général Al-Burhan, à la recherche de soutiens étrangers, se rend en Ouganda pour s'entretenir avec Yoweri Museveni des « relations bilatérales et des questions d'intérêt commun ».

## Relations avec les pays du Moyen-Orient

### Relations avec Israël
Israël et l'Ouganda nouent des relations après indépendance de l'Ouganda de l'Empire britannique est officiellement proclamée le 9 octobre 1962.
Le Premier ministre israélien Levi Eshkol se rend à Kampala, capitale de l'Ouganda en 1966, où il est accueilli par l'officier et futur chef d'État Idi Amin Dada. Israël signe dans les années 1960 une série d'accords pour déployer des infrastructures militaires dans différents pays africains afin d'encercler l'Égypte. En 1969, un accord secret est signé avec l’Ouganda pour la mise en place d’un aéroport susceptible de menacer le barrage d’Assouan sur le Nil.

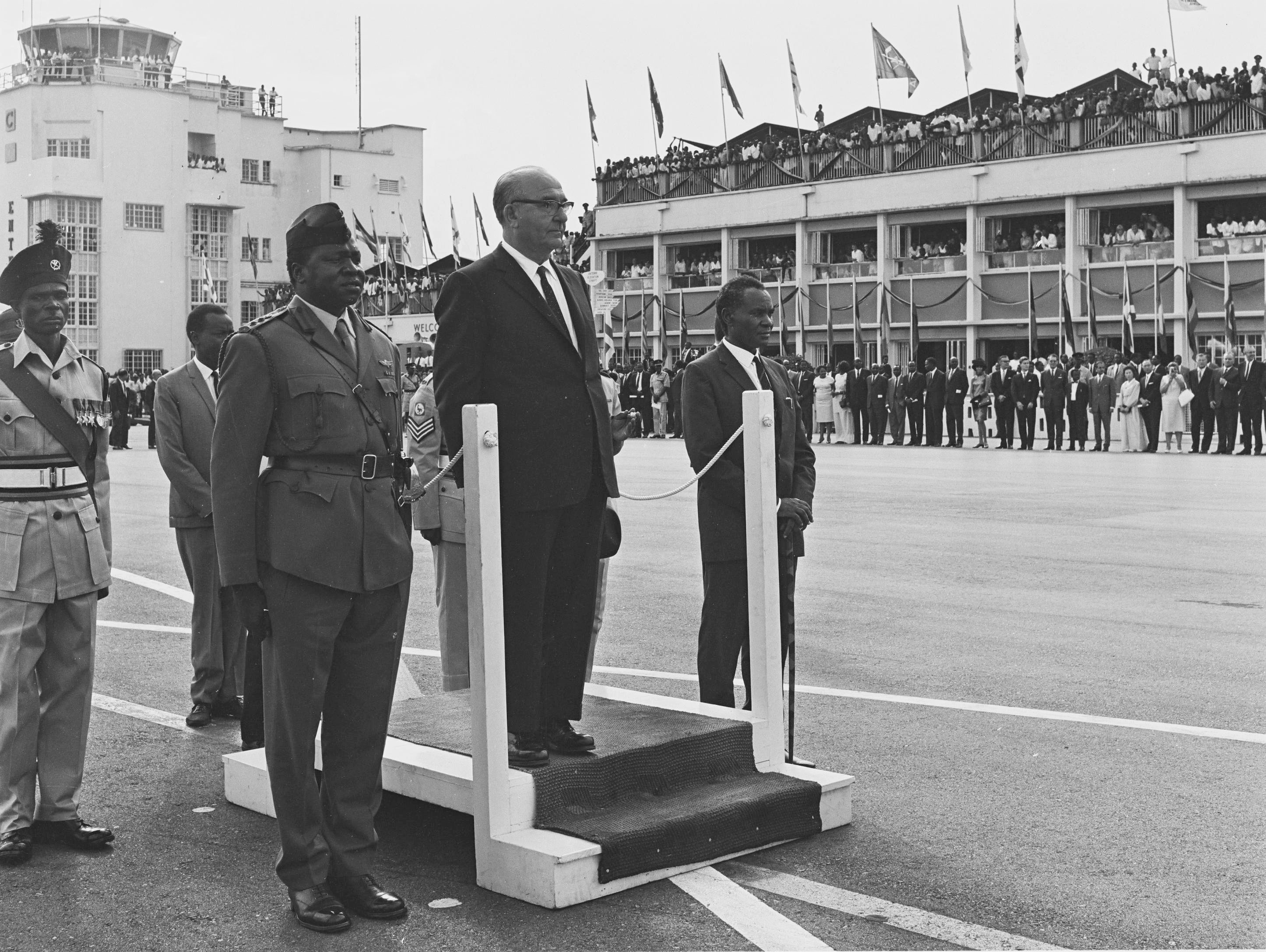
Le Premier ministre israélien Levi Eshkol, accueilli en Ouganda par le général Idi Amin Dada en 1966, 5 ans avant son coup d'État

Les relations entre les deux États se détériorent fortement après la prise de pouvoir d'Idi Amin Dada en Ouganda en 1971, qui rompt ses relations avec l'État hébreu l'année suivante, expulse ses ressortissants présent en Ouganda, et tourne vers la Libye de Kadhafi, et l'OLP. En 1976, le détournent d'un avion israélien vers Entebbe par quatre militants pro-palestinien provoque l'intervention d'un commando israélien en Ouganda permettant la libération de 102 otages sur 105, tandis que les quatre ravisseurs et plusieurs soldats ougandais sont tués dans les échanges de tirs. Ce revers humiliant contribue à l'affaiblissement du pouvoir d'Amin Dada, et indirectement à sa chute en avril 1979 après une offensive infructueuse contre la Tanzanie.
Les relations entre Israël et l'Ouganda sont rétablies peu après la prise de pouvoir de Yoweri Museveni en 1986, mais ce n'est qu'en 2003 que celui-ci, toujours président d'Ouganda, se rend en Israël pour la première fois et rencontre Benyamin Netanyahou alors ministre des Affaires étrangères. En 2011, le président ougandais, en exercice depuis 25 ans, tandis que le Premier ministre israélien Benyamin Netanyahou se rend en Ouganda en juillet 2016.
En février 2021, l'Ouganda fait partie des pays vers lesquels Israël expédie une partie de ses stocks de vaccins contre le Covid-19.

### Relations avec l'Irak
En 2003, l'Ouganda est l'un des rares pays africains à soutenir l'invasion de l'Irak par les troupes américaines. Des milliers d'Ougandais participent à la guerre d'Irak comme agents de sécurité, là où les États-Unis possèdent des installations stratégiques.

## Relations avec le reste de l'Asie

### Relations avec l'Inde
Les relations entre l'Inde et l'Ouganda ont commencé avec l'arrivée de plus de 30 000 Indiens en Ouganda au XIXe siècle, qui y ont été amenés pour construire la ligne ferroviaire Mombasa-Kampala. Les militants ougandais pour l'indépendance ont été inspirés dans leur lutte par le succès de la lutte pour la liberté en Inde et ont également été soutenus dans leur combat par le Premier ministre indien Jawaharlal Nehru,. Les relations indo-ougandaises ont été bonnes depuis l'indépendance de l'Ouganda, sauf sous le régime d'Idi Amin Dada. En 1972, Amin a expulsé plus de 55 000 personnes d'origine indienne et 5 000 Indiens qui avaient largement formé l'épine dorsale commerciale et économique du pays, les accusant d'exploiter les Ougandais de souche,. Depuis le milieu des années 1980, lorsque le président Yoweri Museveni est arrivé au pouvoir, les relations n'ont cessé de s'améliorer. Aujourd'hui, quelque 20 000 Indiens vivent ou travaillent en Ouganda. Les tensions ethniques entre Indiens et Ougandais ont été un problème récurrent dans les relations bilatérales étant donné le rôle des Indiens dans l'économie ougandaise,.
Les Indiens et les personnes d'origine indienne jouent un rôle clé dans l'économie ougandaise dans les secteurs de la fabrication, du commerce et des services. Les entreprises indiennes emploient des milliers d'Ougandais et comptent parmi les plus gros contribuables du pays. Traditionnellement, les Indiens d'Ouganda étaient des commerçants d'origine gujarati. Des immigrés du Pendjab et des travailleurs de la santé du Kerala sont également arrivés en Ouganda ces dernières années. Depuis les années 1980, l'Inde est devenue l'un des plus grands investisseurs et partenaires commerciaux de l'Ouganda,.
Le commerce bilatéral entre les deux pays s'est élevé à 728 millions de dollars en 2010-2011, la balance commerciale étant largement en faveur de l'Inde, les exportations ougandaises vers l'Inde ne représentant que 16,7 millions de dollars du commerce total. L'Ouganda importe près de 30 % de ses produits pharmaceutiques de l'Inde, tandis que l'Inde est devenue la deuxième source d'investissements étrangers directs pour l'Ouganda en 2011. Les entreprises dirigées par les familles et les groupes d'affaires d'origine indienne, tels que Madhvani, Mehta, Mukwano et Ruparelia, sont parmi les plus importantes en Ouganda, tandis que les entreprises indiennes, telles que Tata Coffee, Bank of Baroda et Airtel, ont une présence significative en Ouganda.